# Grosse Tete
Grosse Tete é uma vila localizada no estado americano de Luisiana, na Paróquia de Iberville.

## Demografia
Segundo o censo americano de 2000, a sua população era de 670 habitantes.
Em 2006, foi estimada uma população de 641, um decréscimo de 29 (-4.3%).

## Geografia
De acordo com o United States Census Bureau tem uma área de
3,1 km², dos quais 3,1 km² cobertos por terra e 0,0 km² cobertos por água. Grosse Tete localiza-se a aproximadamente 6 m acima do nível do mar.

## Localidades na vizinhança
O diagrama seguinte representa as localidades num raio de 20 km ao redor de Grosse Tete.